# 北田村遗址
北田村遗址，位于中国河北省邯郸市北安乐乡北田村，为邯郸市武安市的一个省级文物保护单位，类型为古遗址，公布时间为2001年2月7日。
北田村遗址的历史年代为新石器时代。